# USS Howard (DDG-83)
El USS Howard (DDG-83) es un destructor de la clase Arleigh Burke en servicio con la Armada de los Estados Unidos. Fue puesto en gradas en 1998, botado en 1999 y asignado en 2001. Su nombre USS Howard honra al sargento primero Jimmie E. Howard, veterano de guerra de Vietnam condecorado por sus acciones.

## Construcción

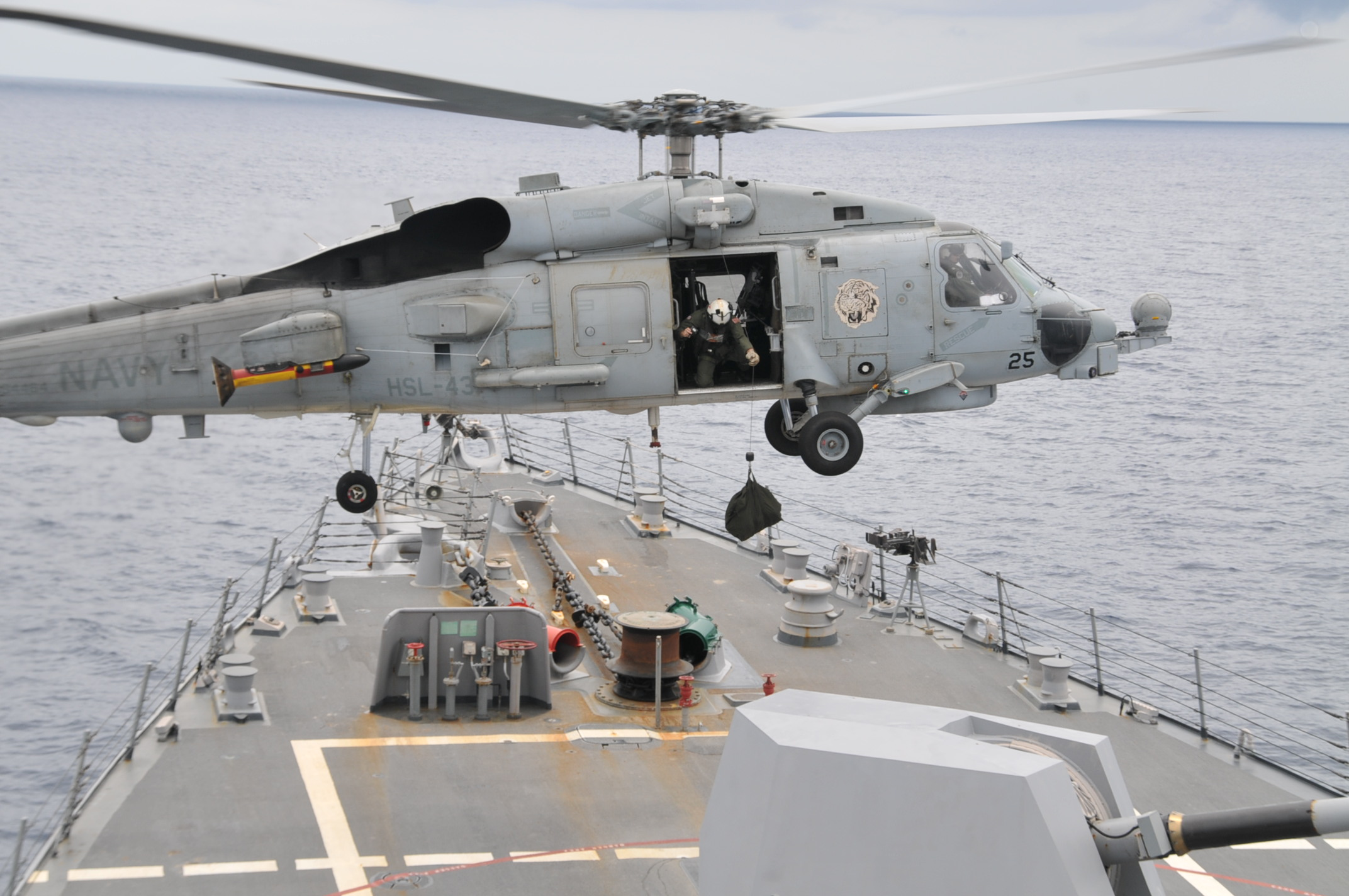
Un helicóptero SH-60B Sea Hawk sobre la proa del USS Howard (DDG-83), año 2011.

A cargo de Bath Iron Works, fue iniciado el 9 de diciembre de 1998, botado el 20 de noviembre de 1999 y asignado el 20 de octubre de 2001. 

## Historial de servicio
Su actual apostadero es la base naval de San Diego, California.